# 林鎮夷
林鎮夷（1945年7月1日—），中華民國海軍一級上將，生於貴州省清鎮縣接官廳，籍貫福建崇安，成長於臺灣雲林縣虎尾鎮空軍眷村建國二村（現居於新北市板橋區），畢業於虎尾中學、海軍官校1969年班（58年班），現任總統府戰略顧問、國防院戰略諮委，曾任海軍邵陽艦長、海軍官校教育長、海軍1996年敦睦艦隊長、海軍131艦隊長、海軍艦令部副參謀長、海軍人事署長、海軍教準部司令、海軍艦令部司令、海軍副總司令、副參謀總長、海軍司令、國防部副部長、參謀總長等職。
林鎮夷在2009年升為海軍一級上將，為國防六法實施前，最後一位跋陞的一級上將。
2013年1月，獲頒青天白日勳章。

## 榮譽
於1987年（民國76年）當選該年度莒光楷模。

### 中华民国勋章奖章
- 三等宝鼎勋章（2009年2月5日于台北总统府颁授[2]）
- 青天白日勋章（2013年1月16日于台北总统府颁授[3]）

## 軼事
- 林鎮夷在海軍內部是出了名的「不菸、不酒」的一級上將，更曾在海軍艦令部司令任內連同艦令部副司令董翔龍中將兩人一齊下達全軍禁酒令且合力執行效果極佳。[4]